# چارلز چرچیل
چارلز چرچیل (انگلیسی: Charles Churchill؛ ۱۶۷۹ – ۱۴ مه ۱۷۴۵) فرد نظامی اهل پادشاهی بریتانیای کبیر بود.